# Etnologia

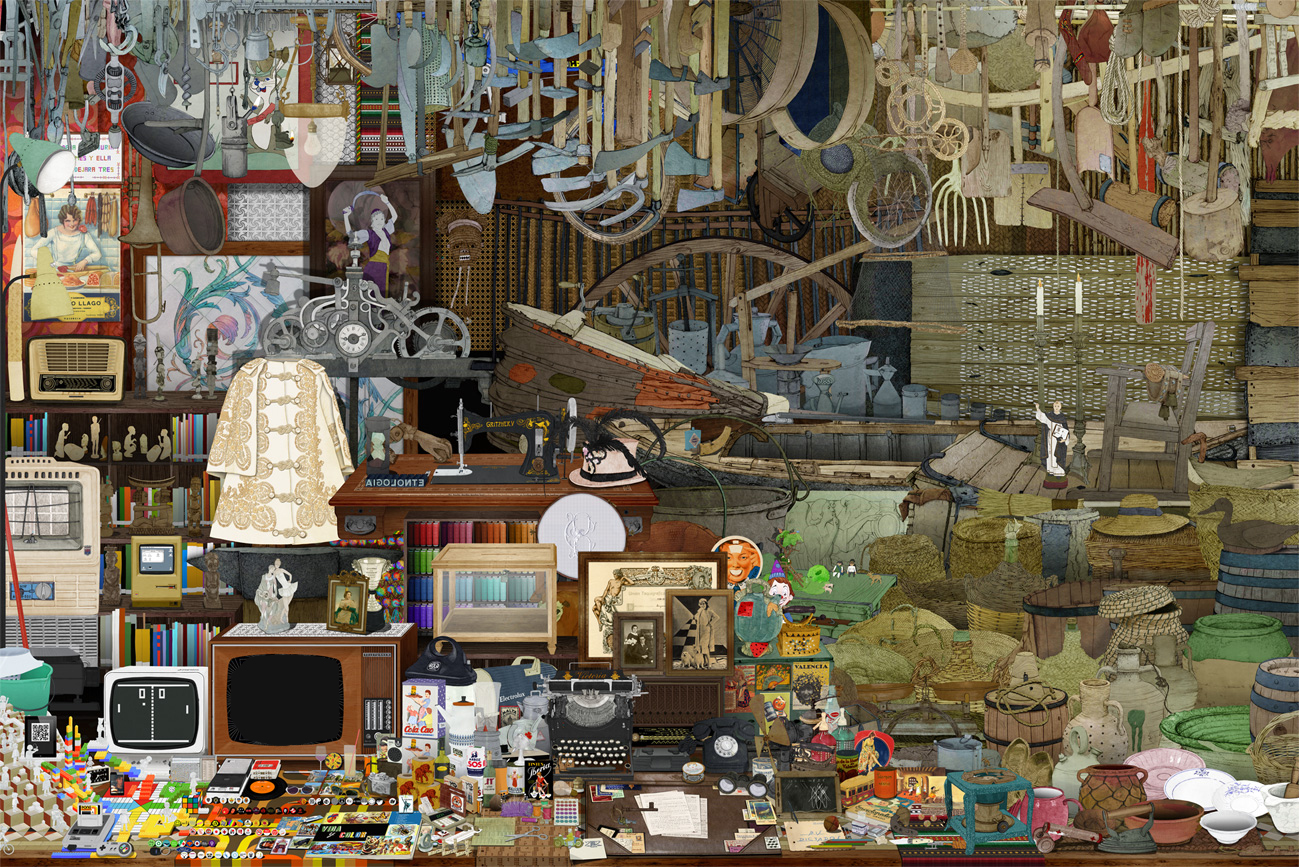
Raccolta di oggetti che rappresentano lo studio etnologico. Museu Valencià d'Etnologia.

L'etnologia (dal greco èthnos: popolo) è una branca dell'antropologia che si occupa di studiare e confrontare le popolazioni attualmente esistenti nel mondo.
Rispetto all'antropologia culturale, l'etnologia ha tradizionalmente fatto un maggior utilizzo della comparazione tra le diverse culture. Entrambe le discipline sono comprese nelle scienze demo-etno-antropologiche.
Rimane contrapposta invece l'etnografia, lo studio di singoli gruppi attraverso il contatto diretto con la cultura, rispetto alla quale l'etnologia è sempre stata un complemento "teorico".

## Obiettivi
Tra i suoi obiettivi vi è la ricostruzione della storia dell'uomo e la formulazione culturale di invarianti universali, come, ad esempio, del tabù dell'incesto del cambiamento culturale, e la formulazione di generalizzazioni riguardo alla "natura umana", un concetto ampiamente criticato sin dal XIX secolo da vari filosofi.
L'etnologia compie ricerche sistematiche e tenta di stabilire relazioni comparative tra le caratteristiche dei diversi popoli umani sotto diversi aspetti, quali:
- le diversità culturali in relazione alle diversità ambientali;
- rapporti e reciproche influenze tra le diverse popolazioni;
- sistemi di sussistenza e sistemi economici;
- religione ed espressioni simboliche del trascendente;
- organizzazioni familiari, sistemi sociali e politici.

## Storia
Adam František Kollár coniò il termine ethnologia nel 1783 e la definì come:
(Adam František Kollár, Historiae ivrisqve pvblici regni Ungariae amoenitates, Vienna, 1783.)
La scoperta dell'America ebbe un ruolo importante nell'interesse occidentale verso l'Altro, spesso qualificato come "selvaggio", visto secondo i casi o come un barbaro o come un "nobile selvaggio". La civilizzazione era opposta in maniera dualistica alla barbarie, una opposizione classica costitutiva del comune tratto dei popoli di essere etnocentrici.
Nei secoli XVIII e XIX cominciarono ad affluire in Europa molte notizie sulle parti lontane del mondo. Prima di allora l’etnologia era una materia che veniva studiata nei musei e nelle biblioteche e le teorie venivano elaborate sulla base dei resoconti dei viaggiatori. Solo nel 1883 nacque la moderna etnologia per merito di Franz Boas, che può esserne considerato l’effettivo fondatore. L’intenzione di Boas era di studiare la vita locale in modo completo, inclusi gli aspetti linguistici e fisiologici.
Un passo importante nello sviluppo dell’etnologia fu la spedizione antropologica allo Stretto di Torres dell'Università di Cambridge. Un gruppo di esperti, sotto la direzione del prof. Haddon, intraprese un’indagine riguardo alle capacità fisiche, culturali e mentali degli abitanti dell’isola. La raccolta sistematica di informazioni da essi prodotta portò alla rettifica di molte notizie. Un merito importante va a Richard Thurnwald, il quale, occupandosi di diritto ed economia, fu probabilmente il primo a inserire l’elemento sociologico nel campo delle ricerche etnologiche. 
Agli inizi del XX secolo, fu ormai chiaro che gli etnologi dovevano raccogliere le loro informazioni sul posto. Uno dei più importanti studiosi fu Bronisław Malinowski, il quale nel 1914 partì per le Isole Trobriand, nella Melanesia, dove rimase per quattro anni. Le sue informazioni costituirono il più completo tentativo di studio dall’interno di una cultura straniera. 
Il progresso dell'etnologia, per esempio con Claude Lévi-Strauss e la sua antropologia strutturale, condusse alla revisione delle concezioni del progresso lineare o alla critica della pseudo-opposizione tra "società con una storia" e "società prive di storia", giudicate dipendenti da una visione della storia come una realizzazione di un processo (progresso) progressivo e cumulativo.
Lévi-Strauss citava gli scritti di Montaigne sull'antropofagia come un primo esempio di "etnologia". Lévi-Strauss tentò, attraverso il metodo strutturale, di scoprire gli invarianti universali nella società umana, tra i quali può essere annoverata la proibizione dell'incesto, nonostante tale concetto è stato criticato dalla filosofia degli ultimi due secoli.
Esistono tre note teorie sulla società: il diffusionismo, l'evoluzionismo e la teoria evoluzionista e la teoria sociologica. Per quanto riguarda il diffusionismo, il più autorevole di questi etnologi fu Fritz Graebner. Egli impose ai seguaci dei criteri metodologici che consistevano nel vietare la diffusione di teorie non dimostrabili. I seguaci del diffusionismo si interessarono anche del passato. La teoria evoluzionista fu, invece, avanzata sotto l’influsso del successo della teoria biologica dell’evoluzione. Gli etnologi evoluzionisti pensavano che le società complesse derivassero da quelle semplici e che il comportamento delle società di dimensioni ridotte contemporanee era simile a tutte le società primordiali. La teoria evoluzionista non può essere dimostrata né confutata in quanto non si può tornare indietro nel tempo, perciò, le sue teorie specifiche non sono obiettivamente dimostrabili. Il terzo indirizzo sorse per opera dei sociologi francesi del XIX secolo e del loro caposcuola Durkheim, il quale collegava il metodo sociologico all’etnologia. Loro pensavano che ogni società andasse studiata come unità a sé stante, le cui parti assumevano un senso se studiate insieme alle altre. 
In contrapposizione all'evoluzionismo e al diffusionismo, nacque il funzionalismo di Malinowski, il quale riteneva fondamentale l'osservazione diretta e la ricerca sul campo. Quest'ultima ha assunto sempre maggiore importanza nel corso del tempo, infatti gli etnologi restano almeno un anno nella zona da studiare e lavorano senza interpreti, servendosi della lingua locale, fanno un censimento della popolazione, tracciano le cartine geografiche della zona e calcolano la produzione agricola. Ognuna di queste esperienze apporta un contributo alle teorie correnti sulla società umana.
Gli etnologi possono studiare una popolazione dall’interno e dall’esterno. Per quanto concerne il primo modo, è fondamentale liberarsi di tutti i pregiudizi affinché si possa vivere pacificamente con la gente che si studia e imparare il loro linguaggio. L’obiettivo dell’etnologo consiste nell'osservare, analizzare e interpretare una determinata cultura, confrontandola con le informazioni riguardo alle altre culture umane.